# 巴赫拉河
50°53′4″N 13°58′57″E / 50.88444°N 13.98250°E
巴赫拉河是歐洲的河流，流經德國薩克森州和捷克，屬於戈特洛伊巴河的支流，處於柏林以南190公里，河道全長18公里，發源自厄爾士山脈東部。